# National Invitational Volleyball Championship 2021
Il National Invitational Volleyball Championship 2021 si è svolto dal 2 al 12 dicembre 2021: al torneo hanno partecipato 32 squadre di pallavolo universitarie e la vittoria finale è andata per la prima volta alla UN Las Vegas.

## Squadre partecipanti
| - Arizona - Arkansas - Boston College - Bradley - Butler - CSU Bakersfield - Chicago State - Colorado State | - Connecticut - Delaware State - Evansville - Houston Baptist - Indiana State - Jackson State - Middle Tennessee State - UN Las Vegas | - New Mexico State - North Carolina A&T State - UNC Greensboro - North Florida - Pacific - Portland State - Sam Houston State - Stephen F. Austin State | - Texas El Paso - Texas Rio Grande Valley - Toledo - Troy - Tulsa - Valparaiso - Weber State |

## Torneo
|  | Primo turno              | Primo turno |  |  | Secondo turno           | Secondo turno |               |              | Quarti di finale | Quarti di finale |  |  | Semifinali | Semifinali |  |  | Finale | Finale |
|  |                          |             |  |  |                         |               |               |              |                  |                  |  |  |            |            |  |  |        |        |
|  | Arkansas                 |             |  |  |                         |               |               |              |                  |                  |  |  |            |            |  |  |        |        |
|  | Bye                      |             |  |  | Arkansas                | 3             |               |              |                  |                  |  |  |            |            |  |  |        |        |
|  | Jackson State            | 1           |  |  | Stephen F. Austin State | 0             |               |              |                  |                  |  |  |            |            |  |  |        |        |
|  | Stephen F. Austin State  | 3           |  |  |                         |               |               | Arkansas     | 0                |                  |  |  |            |            |  |  |        |        |
|  | New Mexico State         | 0           |  |  | UN Las Vegas            | 3             |               |              |                  |                  |  |  |            |            |  |  |        |        |
|  | UN Las Vegas             | 3           |  |  | UN Las Vegas            | 3             |               |              |                  |                  |  |  |            |            |  |  |        |        |
|  | Texas Rio Grande Valley  | 0           |  |  | Arizona                 | 2             |               |              |                  |                  |  |  |            |            |  |  |        |        |
|  | Arizona                  | 3           |  |  |                         |               |               | UN Las Vegas | 3                |                  |  |  |            |            |  |  |        |        |
|  | Pacific                  | 2           |  |  | Texas El Paso           | 1             |               |              |                  |                  |  |  |            |            |  |  |        |        |
|  | Portland State           | 3           |  |  | Portland State          | 1             |               |              |                  |                  |  |  |            |            |  |  |        |        |
|  | CSU Bakersfield          | 1           |  |  | Weber State             | 3             |               |              |                  |                  |  |  |            |            |  |  |        |        |
|  | Weber State              | 3           |  |  |                         |               | Weber State   | 2            |                  |                  |  |  |            |            |  |  |        |        |
|  | Tulsa                    | 1           |  |  | Texas El Paso           | 3             |               |              |                  |                  |  |  |            |            |  |  |        |        |
|  | Texas El Paso            | 3           |  |  | Texas El Paso           | 3             |               |              |                  |                  |  |  |            |            |  |  |        |        |
|  | Houston Baptist          | 0           |  |  | Colorado State          | 1             |               |              |                  |                  |  |  |            |            |  |  |        |        |
|  | Colorado State           | 3           |  |  |                         |               |               | UN Las Vegas | 3                |                  |  |  |            |            |  |  |        |        |
|  | Evansville               | 3           |  |  | Valparaiso              | 0             |               |              |                  |                  |  |  |            |            |  |  |        |        |
|  | Sam Houston State        | 0           |  |  | Evansville              | 3             |               |              |                  |                  |  |  |            |            |  |  |        |        |
|  | Bradley                  | 3           |  |  | Bradley                 | 1             |               |              |                  |                  |  |  |            |            |  |  |        |        |
|  | Chicago State            | 1           |  |  |                         |               | Evansville    | 0            |                  |                  |  |  |            |            |  |  |        |        |
|  | Toledo                   | 3           |  |  | Valparaiso              | 3             |               |              |                  |                  |  |  |            |            |  |  |        |        |
|  | Indiana State            | 2           |  |  | Toledo                  | 0             |               |              |                  |                  |  |  |            |            |  |  |        |        |
|  | Butler                   | 0           |  |  | Valparaiso              | 3             |               |              |                  |                  |  |  |            |            |  |  |        |        |
|  | Valparaiso               | 3           |  |  |                         |               | Valparaiso    | 3            |                  |                  |  |  |            |            |  |  |        |        |
|  | UNC Greensboro           | W           |  |  | Connecticut             | 0             |               |              |                  |                  |  |  |            |            |  |  |        |        |
|  | North Florida            | O           |  |  | North Florida           | 3             |               |              |                  |                  |  |  |            |            |  |  |        |        |
|  | Middle Tennessee State   | 0           |  |  | Troy                    | 0             |               |              |                  |                  |  |  |            |            |  |  |        |        |
|  | Troy                     | 3           |  |  |                         |               | North Florida | 1            |                  |                  |  |  |            |            |  |  |        |        |
|  | North Carolina A&T State | 0           |  |  | Connecticut             | 3             |               |              |                  |                  |  |  |            |            |  |  |        |        |
|  | Connecticut              | 3           |  |  | Connecticut             | 3             |               |              |                  |                  |  |  |            |            |  |  |        |        |
|  | Delaware State           | 0           |  |  | Boston College          | 2             |               |              |                  |                  |  |  |            |            |  |  |        |        |
|  | Boston College           | 3           |  |  |                         |               |               |              |                  |                  |  |  |            |            |  |  |        |        |

### Primo turno
| 3 dicembre 2021 Shelton Gym, Nacogdoches Durata: 2h:00 - Spettatori: 210                | Stephen F. Austin State | 3 - 1 | Jackson State            | 25-17, 23-25, 25-21, 25-12       |
| 3 dicembre 2021 McKale Center, Tucson Durata: 1h:27 - Spettatori: 0                     | New Mexico State        | 0 - 3 | UN Las Vegas             | 21-25, 10-25, 22-25              |
| 3 dicembre 2021 McKale Center, Tucson Durata: 1h:18 - Spettatori: 0                     | Arizona                 | 3 - 0 | Texas Rio Grande Valley  | 26-24, 25-15, 25-16              |
| 3 dicembre 2021 Swenson Gym, Ogden Durata: 1h:54 - Spettatori: 123                      | Pacific                 | 2 - 3 | Portland State           | 28-26, 15-25, 12-25, 25-23, 7-15 |
| 3 dicembre 2021 Swenson Gym, Ogden Durata: 2h:03 - Spettatori: 323                      | Weber State             | 3 - 1 | CSU Bakersfield          | 25-18, 25-22, 22-25, 25-21       |
| 2 dicembre 2021 Moby Arena, Fort Collins Durata: 2h:04 - Spettatori: 309                | Tulsa                   | 1 - 3 | Texas El Paso            | 18-25, 25-21, 17-25, 19-25       |
| 2 dicembre 2021 Moby Arena, Fort Collins Durata: 1h:17 - Spettatori: 1 065              | Colorado State          | 3 - 0 | Houston Baptist          | 25-18, 25-21, 25-16              |
| 2 dicembre 2021 Jacoby Dickens Center, Chicago Durata: 1h:31 - Spettatori: 0            | Evansville              | 3 - 0 | Sam Houston State        | 25-21, 25-21, 25-21              |
| 2 dicembre 2021 Jacoby Dickens Center, Chicago Durata: 2h:06 - Spettatori: 0            | Chicago State           | 1 - 3 | Bradley                  | 17-25, 23-25, 25-23, 22-25       |
| 2 dicembre 2021 Athletics-Recreation Center, Valparaiso Durata: 2h:11 - Spettatori: 0   | Toledo                  | 3 - 2 | Indiana State            | 12-25, 26-24, 22-25, 25-18, 15-5 |
| 2 dicembre 2021 Athletics-Recreation Center, Valparaiso Durata: 1h:28 - Spettatori: 675 | Valparaiso              | 3 - 0 | Butler                   | 25-23, 25-17, 25-16              |
| 3 dicembre 2021 Trojan Arena, Troy Durata: - - Spettatori: -                            | UNC Greensboro          | 0 - 3 | North Florida            | WO                               |
| 3 dicembre 2021 Trojan Arena, Troy Durata: 1h:32 - Spettatori: 354                      | Troy                    | 3 - 0 | Middle Tennessee State   | 25-16, 25-18, 25-14              |
| 4 dicembre 2021 Power Gym, Chestnut Hill Durata: 1h:10 - Spettatori: 176                | Connecticut             | 3 - 0 | North Carolina A&T State | 25-12, 25-14, 25-19              |
| 4 dicembre 2021 Power Gym, Chestnut Hill Durata: 1h:31 - Spettatori: 273                | Boston College          | 3 - 0 | Delaware State           | 28-26, 25-16, 25-21              |

### Secondo turno
| 4 dicembre 2021 Shelton Gym, Nacogdoches Durata: 1h:19 - Spettatori: 234                | Arkansas       | 3 - 0 | Stephen F. Austin State | 25-18, 25-17, 25-18              |
| 4 dicembre 2021 McKale Center, Tucson Durata: 2h:31 - Spettatori: 0                     | Arizona        | 2 - 3 | UN Las Vegas            | 22-25, 20-25, 25-17, 25-19, 9-15 |
| 4 dicembre 2021 Swenson Gym, Ogden Durata: 1h:42 - Spettatori: 406                      | Weber State    | 3 - 1 | Portland State          | 16-25, 25-13, 25-20, 25-23       |
| 3 dicembre 2021 Moby Arena, Fort Collins Durata: 1h:52 - Spettatori: 1 082              | Colorado State | 1 - 3 | Texas El Paso           | 25-22, 13-25, 25-18, 25-19       |
| 3 dicembre 2021 Jacoby Dickens Center, Chicago Durata: 2h:08 - Spettatori: 0            | Evansville     | 3 - 1 | Bradley                 | 25-18, 25-27, 25-15, 25-20       |
| 3 dicembre 2021 Athletics-Recreation Center, Valparaiso Durata: 1h:39 - Spettatori: 537 | Valparaiso     | 3 - 0 | Toledo                  | 25-20, 25-21,25-21               |
| 4 dicembre 2021 Trojan Arena, Troy Durata: 1h:22 - Spettatori: 350                      | Troy           | 0 - 3 | North Florida           | 19-25, 19-25, 14-25              |
| 5 dicembre 2021 Power Gym, Chestnut Hill Durata: 2h:25 - Spettatori: 213                | Connecticut    | 3 - 2 | Boston College          | 21-25, 25-19, 25-22, 20-25, 15-9 |

### Quarti di finale
| 7 dicembre 2021 Memorial Gym, El Paso Durata: 1h:26 - Spettatori: 362                   | Arkansas      | 0 - 3 | UN Las Vegas  | 23-25, 22-25, 17-25              |
| 7 dicembre 2021 Memorial Gym, El Paso Durata: 2h:56 - Spettatori: 2 100                 | Texas El Paso | 3 - 2 | Weber State   | 25-21, 26-28, 25-23, 34-36, 15-9 |
| 6 dicembre 2021 Athletics-Recreation Center, Valparaiso Durata: 1h:19 - Spettatori: 725 | Valparaiso    | 3 - 0 | Evansville    | 25-17, 25-13, 25-17              |
| 8 dicembre 2021 Harry A. Gampel Pavilion, Storrs Durata: 2h:06 - Spettatori: 250        | Connecticut   | 3 - 1 | North Florida | 25-23, 20-25, 25-21, 25-21       |

### Semifinali
| 9 dicembre 2021 Memorial Gym, El Paso Durata: 1h:55 - Spettatori: 2 032                    | UN Las Vegas | 3 - 1 | Texas El Paso | 15-25, 25-21, 25-18, 25-17 |
| 10 dicembre 2021 Athletics-Recreation Center, Valparaiso Durata: 1h:40 - Spettatori: 1 267 | Valparaiso   | 3 - 0 | Connecticut   | 28-26, 27-25, 26-24        |

### Finale
| 12 dicembre 2021 Athletics-Recreation Center, Valparaiso Durata: 1h:35 - Spettatori: 2 220 | UN Las Vegas | 3 - 0 | Valparaiso | 25-18, 25-19, 25-18 |

### Premi individuali
| Premio                  | Giocatrice        | Squadra       |
| ----------------------- | ----------------- | ------------- |
| Most Outstanding Player | Mariena Hayden    | UN Las Vegas  |
| All-Tournament Team     | Shelby Capllonch  | UN Las Vegas  |
| All-Tournament Team     | Jordyn Freeman    | UN Las Vegas  |
| All-Tournament Team     | Brittany Anderson | Valparaiso    |
| All-Tournament Team     | Peyton McCarthy   | Valparaiso    |
| All-Tournament Team     | Serena Patterson  | Texas El Paso |
| All-Tournament Team     | McKayla Wuensch   | Connecticut   |